# Ramón María del Valle-Inclán
Ramón José Simón Valle Peña, známý pod jménem Ramón María del Valle-Inclán (28. října 1866 Vilanova de Arousa, Galicie – 5. ledna 1936 Santiago de Compostela) byl španělský spisovatel původem z Galicie, básník a dramatik, iniciátor španělského modernismu a jedna z hlavních postav tzv. Generace 98; jeho světonázor prošel vývojem od esteticismu ke společenské angažovanosti.

## Život
Valle-Inclán studoval v galicijské Pontevedře a v Santiagu de Compostela. Většinu literárně činné části života prožil v Madridu, kde byl jednou z výrazných postav místní bohémy, zvláště po amputaci levé ruky, na níž byl zraněn v jedné hádce roku 1899. Podnikl také několik cest do zemí Latinské Ameriky. Ve 30. letech, kdy se schylovalo ke španělské občanské válce, se postupně přiklonil k levici.
Léta 1936 zemřel a byl pochován v rodné Galícii, a to na hřbitově Cemiterio municipal de Boisaca.

## Dílo
Valle-Inclán vstoupil do literatury v roce 1902 Podzimní sonátou, první ze čtyř prozaických „sonát“ s prvky dekadence, pamětí estéta hraběte Bradomína. Zejména zpočátku jej silně ovlivňoval nikaragujský modernista Rubén Darío. V letech 1907–1909 vydal románovou trilogii Karlistická válka. Mezi pozdní prozaická díla patří román Tyran Banderas, zakládající dílo specifické tradice románů o diktátorovi, později zdomácnělé na latinskoamerické půdě.
Valle-Inclán je tvůrcem esperpenta, stylu či vidění světa využívajícího grotesky, satiry, deformace, blízkého expresionismu; nejznámější esperpentistickou divadelní hrou jsou Světla bohémy (1920). Valle Inclán také zdramatizoval některé vlastní prózy.

### Rozhlasová četba
Roku 2008 vyrobil Český Rozhlas 12dílnou četbu Tyrana Banderase v podání Ivana Řezáče, pod taktovkou Vladimíra Gromova.

## Fotogalerie

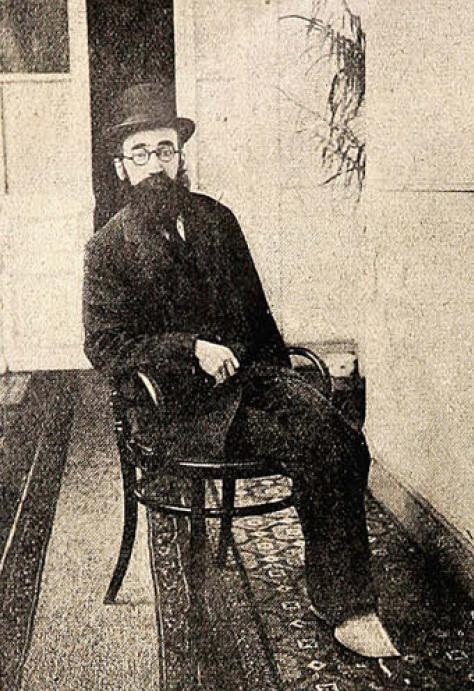
Ramón María del Valle-Inclán
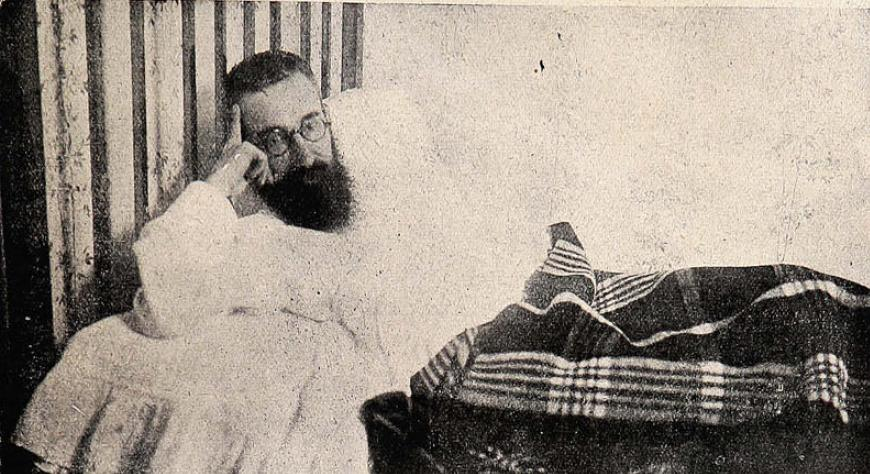
Ramón María del Valle-Inclán
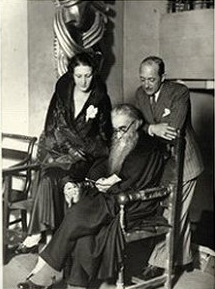
Ramón María del Valle-Inclán, s Mariano Asquerino a Irene López de Heredia, v Teatro Muñoz Seca, Madrid
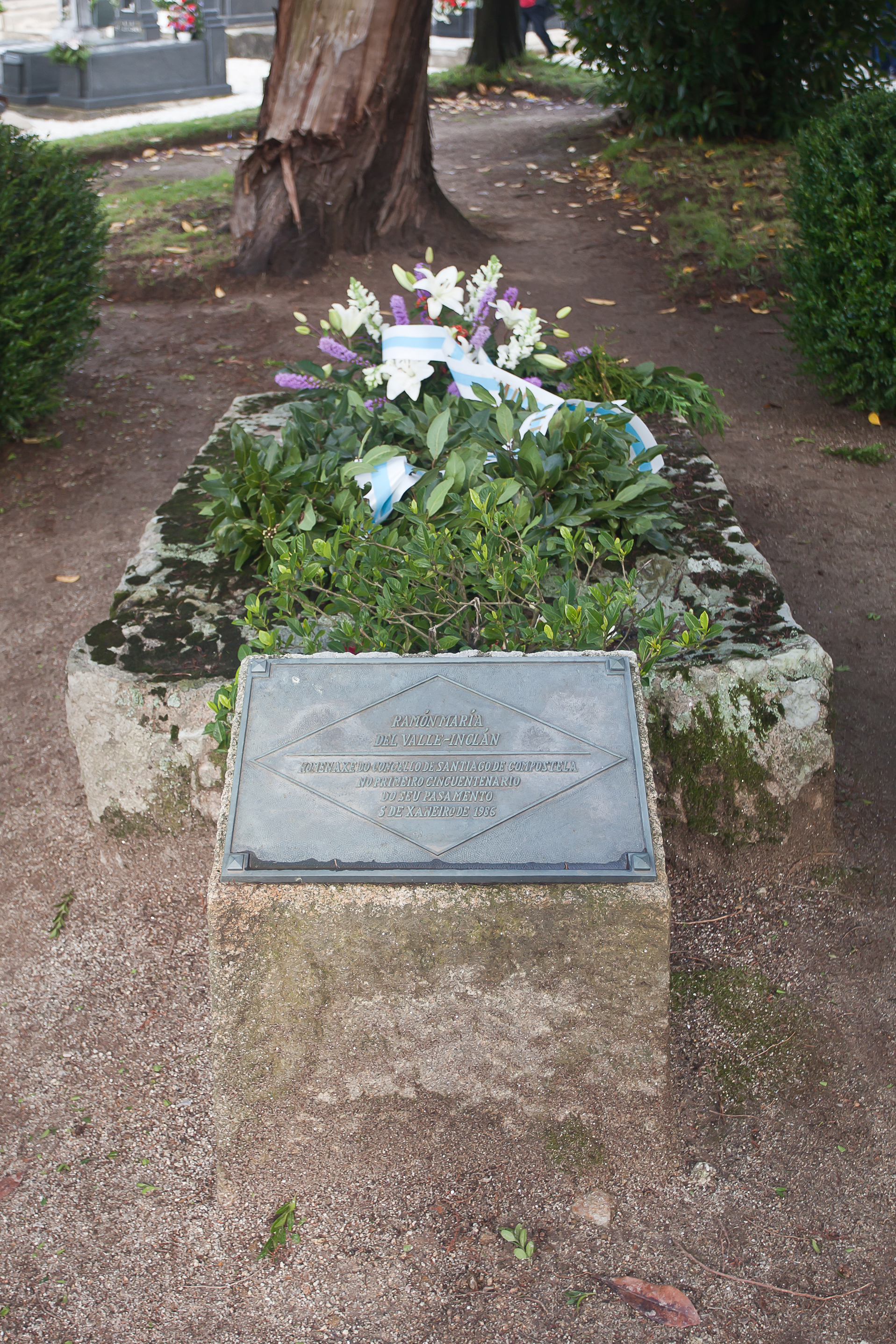
Hrob Ramóna Maríi del Valle-Inclána v Santiagu de Compostela (Galície).
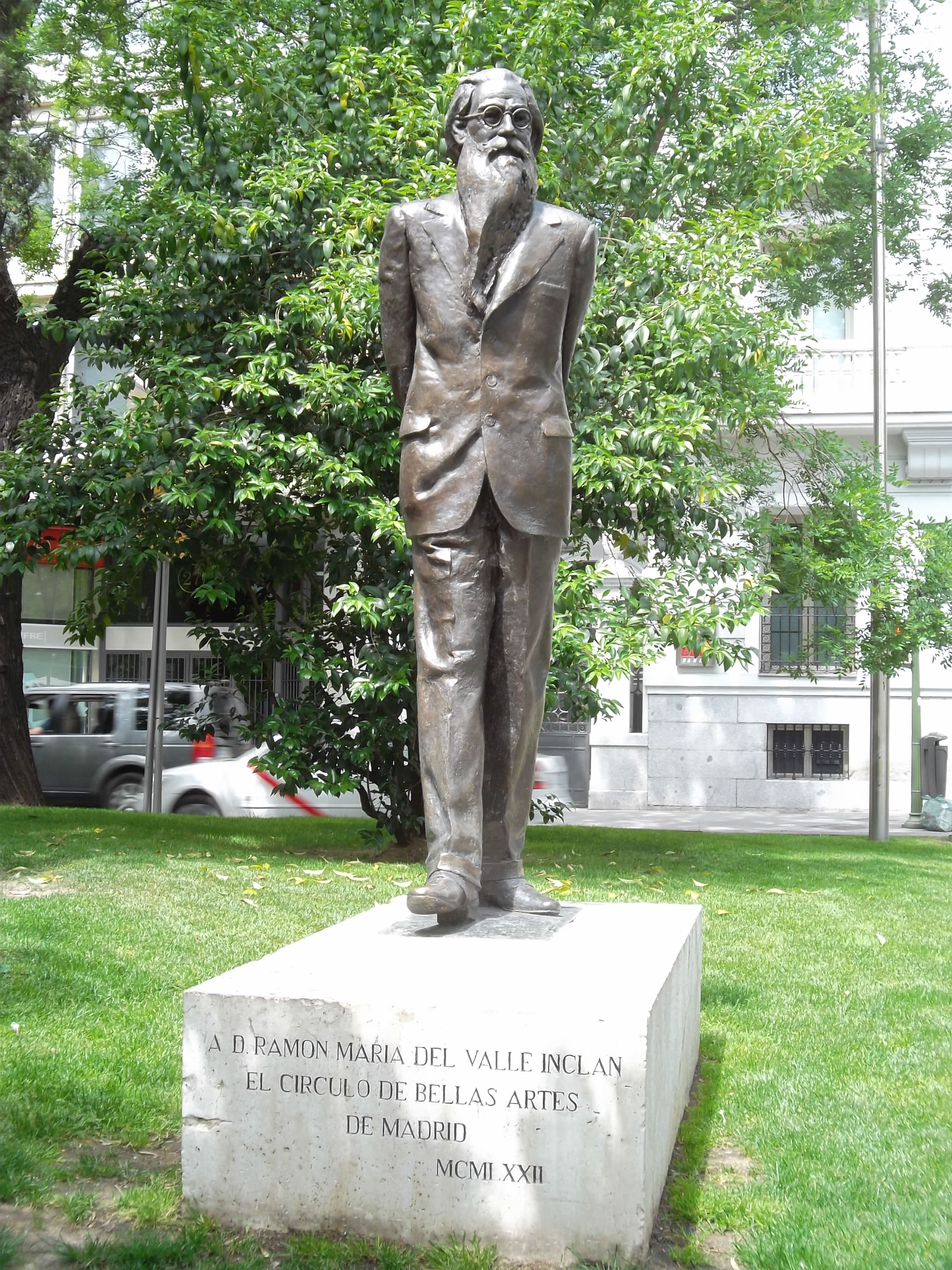
Socha Ramóna Maríi del Valle-Inclána v Madridu (Paseo de Recoletos)